# Anacroneuria cana
Anacroneuria cana är en bäcksländeart som beskrevs av Bill P.Stark och Ignac Sivec 1998. Anacroneuria cana ingår i släktet Anacroneuria och familjen jättebäcksländor. Inga underarter finns listade i Catalogue of Life.